# Jarmo Ollanketo
Jarmo Ollanketo (ur. 30 listopada 1958) – fiński niewidomy kolarz, biegacz narciarski i biathlonista. Wicemistrz paraolimpijski z Pekinu w 2008 roku.

## Medale igrzysk paraolimpijskich

### 2008
- – Kolarstwo – wyścig uliczny – B&VI 1–3